# Zenódoto de Éfeso
Zenódoto (em grego:  Ζηνόδοτος; Éfeso, c. 323 a.C. ou 333 a.C. - Alexandria, 260 a.C.) foi um filólogo e gramático da Grécia Antiga. Nascido em Éfeso, na Ásia Menor, foi estudante de Filetas de Cós e professor do rei Ptolomeu II Filadelfo. No ano de 284 a.C. foi nomeado por Ptolomeu I Sóter como o segundo diretor (o primeiro foi Demétrio de Faleros) da grande Biblioteca de Alexandria e ali organizou o que seria a maior coleção de textos manuscritos da antiguidade.

## Vida
Zenódoto é descrito pelo Suda (localização: Zeta 74, segundo Ada Adler) como tendo sido o primeiro "editor" (em grego: διορθωτής diorthōtes) de Homero. Seus colegas na biblioteca de Alexandria foram Alexandre da Etólia e Licofrón de Calcis, a quem foi designada a responsabilidade por organizar, respectivamente, os escritos trágicos e cômicos. Zenódoto ocupou-se com os poetas épicos, notadamente Homero.
Desde a descoberta do manuscrito Codex Venetus A da Ilíada de Homero por Jean-Baptiste-Gaspard d'Ansse de Villoison, aumentou-se o escólio que possuímos sobre o texto de Zenódoto. Em mais de quatrocentas passagens é possível identificar as leituras de Zenódoto, em razão de Aristarco de Samotrácia ter apontado em seus comentários clara discordância nas interpretações de certas palavras nos textos homéricos. Aristarco foi um severo crítico de Zenódoto, mas graças a sua obra podemos identificar o trabalho feito por Zenódoto, isto é, o uso de um signo marginal, o obélos ou dardo (-), empregado para marcar linhas suspeitas, isto é, de versos que não são de autoria de Homero. É reconhecido pelos helenistas que o texto de Zenódoto caracteriza-se pela "excentricidade", reflexo em dada medida da tradição na qual se baseia.
Zenódoto foi possivelmente o primeiro a dividir a Ilíada e a Odisséia em vinte e quatro cantos.